# Caravaggio
Caravaggio (29. září 1571 Milán – 18. července 1610 Porto Ercole; vlastním jménem Michelangelo Merisi) byl italský malíř působící v Římě, Neapoli, na Maltě a na Sicílii. Začal tvořit v duchu manýrismu, později měl velký vliv na formování barokního stylu. Caravaggio je jedním z hlavních představitelů tenebrismu a naturalismu v malířství 17. století. Jeho přínos spočíval ve větší realističnosti zobrazovaných mytologických a biblických postav, jejichž předobrazem byli prostí lidé jeho doby.

## Životopis

### Původ
Dříve se předpokládalo, že se narodil v obci Caravaggio v Lombardii nedaleko Milána, kde pracoval jeho otec. V roce 2007 však byl nalezen matriční zápis potvrzující jeho narození přímo v Miláně. Jeho otcem byl stavitel Fermo Merisi, který pracoval v Caravaggiu pro místního markýze, matka Lucia Aratori pocházela z místní zámožné rodiny. Dětství prožíval Caravaggio v Miláně. Když v roce 1576 vypukla epidemie moru, vrátila se rodina zpět do Caravaggia. Otec budoucího malíře i jeho strýc však nemoci podlehli.

### Učení

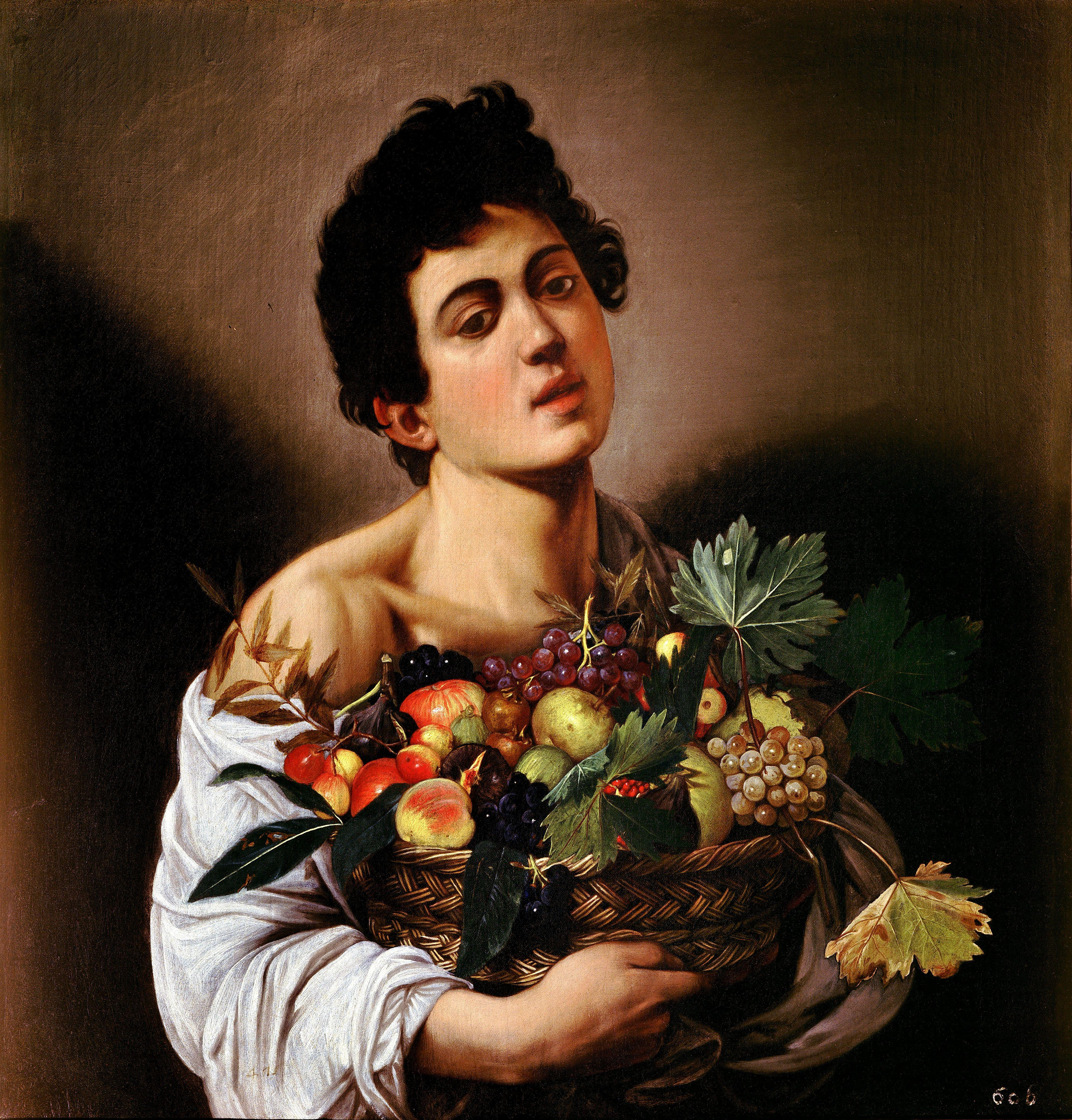
Chlapec s košíkem ovoce (1593/1594)

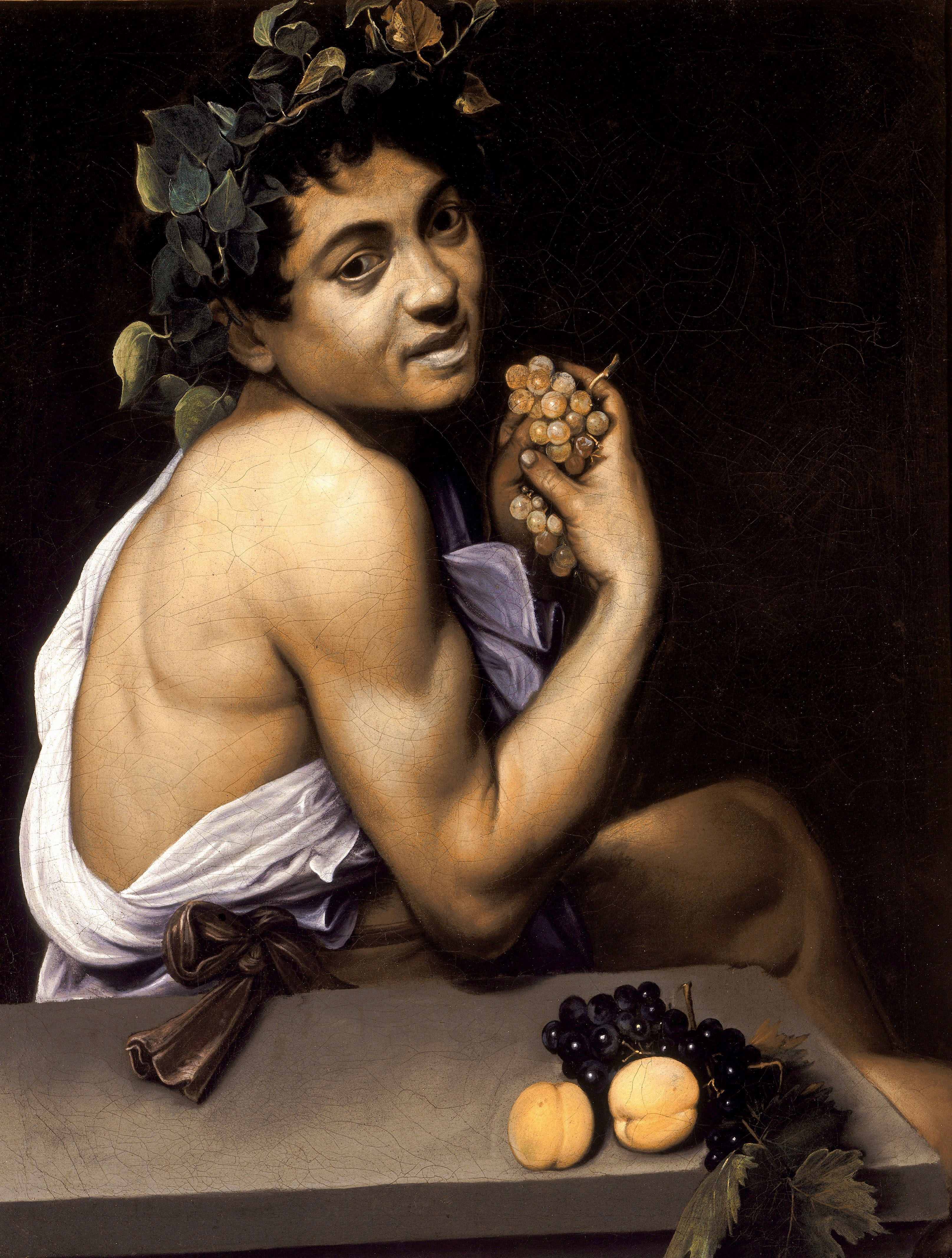
Nemocný Bakchus (1593/1594)

V roce 1584 nastoupil Caravaggio do učení v milánské dílně malíře Simona Peterzana, kde strávil čtyři nebo pět let. Peterzano, Tizianův žák, byl umělec, který se odvracel od tehdy módního manýrismu a přitahoval ho realismus a naturalismus. Jeho vliv na rané Caravaggiovy práce je nesporný. Dalších několik let strávil pravděpodobně ještě v Miláně a možná i v Benátkách. V roce 1591 nebo 1592 se objevil v Římě. Zde zprvu pracoval v dílně Giuseppa Cesariho, který později získal titul rytíře a byl nazýván Cavaliere D'Arpino. Michelangelo Merisi, který se podle obce, kde strávil dětství, začal zvát Caravaggio, dosáhl v Cesariho dílně prvních tvůrčích úspěchů svými obrazy zátiší a kytic. Jeho obrazy si postupně získaly pozornost římských znalců umění. Prvním jeho mecenášem se stal bratr jednoho z kardinálů, kněz Pandolfo Pucci. Za to, že Caravaggio bude kopírovat náboženské obrazy, mu poskytl stravu a přístřeší.
Po čase však od Pucciho odešel, údajně pro jeho lakomství, a odstěhoval se ke svému příteli, malíři Grammaticovi. Ten patřil spolu s dalšími umělci, Francouzem Valentinem de Boulogne a Italem Lionellem Spadou, mezi Caravaggiovy nejbližší přátele po dobu jeho římského pobytu. Zejména de Boulogne mu pomáhal s odbytem obrazů a některé od něj sám kupoval. Valentin de Boulogne Caravaggia také v roce 1595 přiměl k namalování obrazu Extáze svatého Františka, mistrovského díla, které mu otevřelo cestu do domu kardinála Francesca Maria del Monte. Ten ho ubytoval ve svém Palazzo Madama a stal se jeho nejvýznamnějším mecenášem.

### Povaha

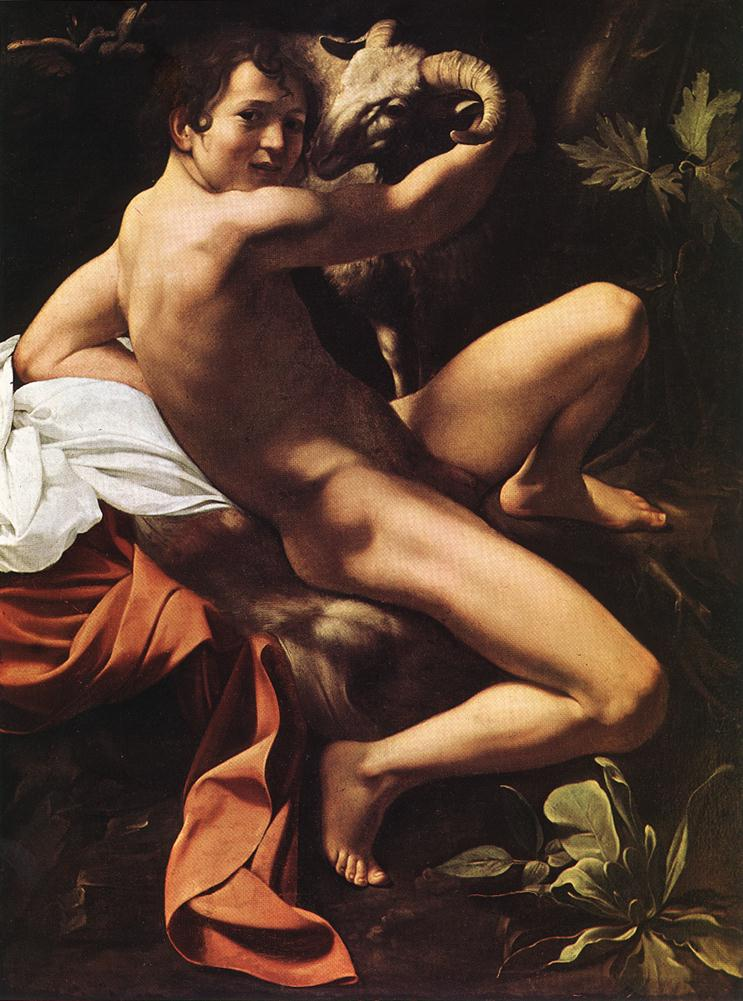
Sv. Jan Křtitel (Mladík s beranem) (1597/1598)

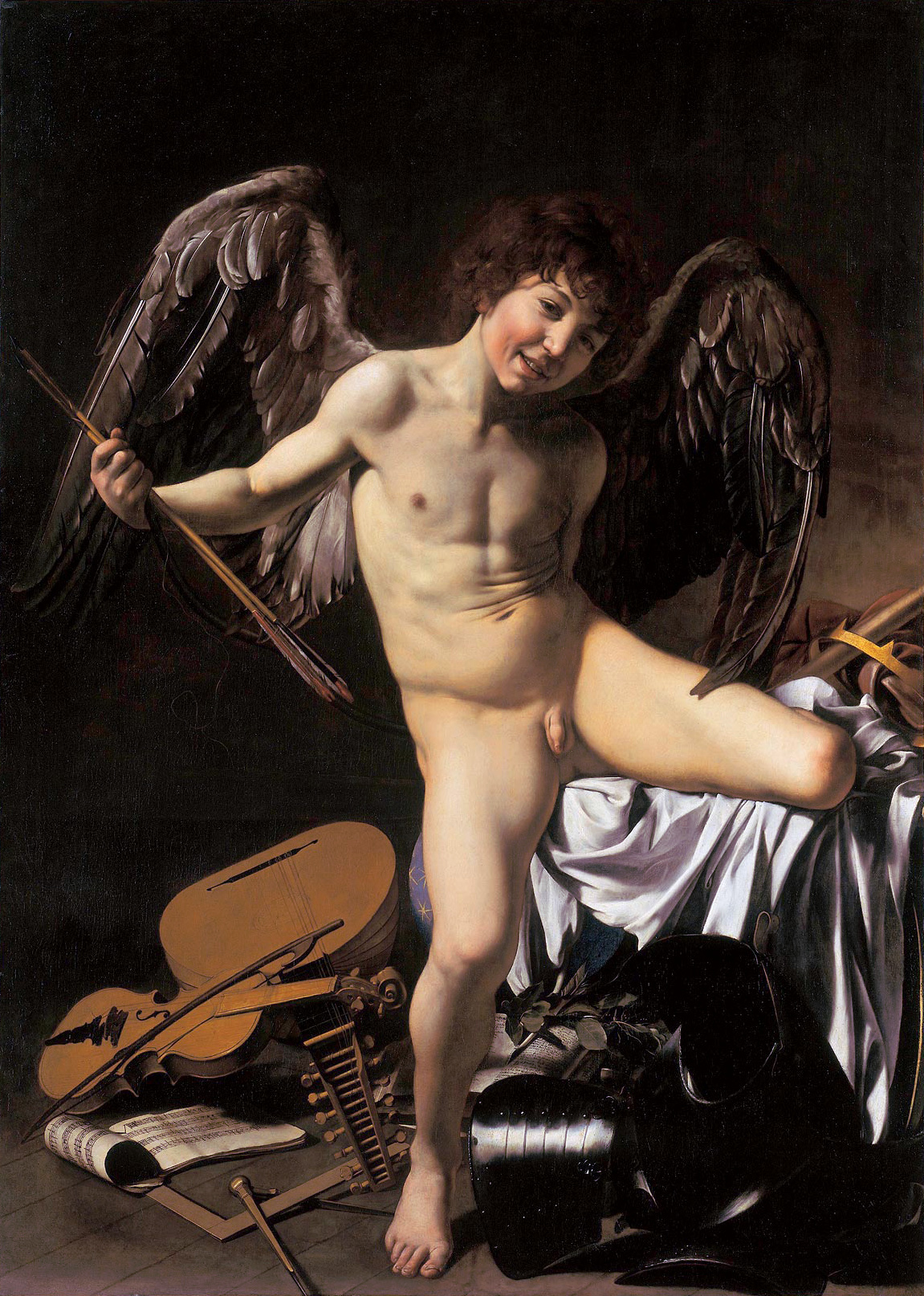
Vítězný Amor (1602)

Caravaggio byl známý pouliční výtržník. Často se dostával do problémů s papežskou justicí. Řím byl v té době nebezpečným městem, potyčky končívaly často i smrtí některého z účastníků. Carravagio nebyl v tomto ohledu tedy nikým příliš výjimečným. Pro obraz Loretánská Madona použil v roce 1604 jako model prostitutku Lenu. Střetl se kvůli ní s notářem Pasqualonem, kterého zranil. Z obavy před uvězněním uprchl načas do Janova ke knížeti Colonnovi. V letech 1604–1606 jeho problémy s justicí vrcholily. V římském hostinci Albergo del Moro vyprovokoval rvačku a poté byl uvržen do vězení pro podezření ze zabití policisty. Byl uvězněn a bičován, z vězení se mu však podařilo utéci. 29. května 1606 se při hře paume nepohodl se svým soupeřem Ranucciem Tommassonim, synem velitele Andělského hradu. Při vzájemné potyčce Caravaggio svého protivníka smrtelně zranil. Režisér Derek Jarman v životopisném filmu Caravaggio vyslovil hypotézu, že se jednalo o jeho modela a údajného milence. Raymond Jean-Frontain uvádí, že i při neexistenci přesvědčivého důkazu o Caravaggiově sexualitě lze ze silně erotizujícího zobrazování mužů v jeho díle (a též z hanlivých obvinění od vrstevníků) usuzovat přinejmenším na jeho bisexualitu, ne-li přímo na homosexualitu.

### Útěk z Říma
Zabití Tommasoniho mělo pro Caravaggia ten důsledek, že musel opět z Říma uprchnout. Byl odsouzen k smrti a dán do klatby. Do Říma se už nikdy nevrátil. Rozhodl se odejít do Neapole. Zde obdržel několik zakázek, mj. namaloval Růžencovou Madonu.
V červnu 1607 přesídlil Caravaggio na ostrov Maltu. Doufal, že se mu podaří stát se čestným členem Řádu maltézských rytířů, což by bývalo mohlo pomoci ke kladnému vyřízení jeho žádosti o milost, kterou podal papežské kurii. V červenci následujícího roku byl mezi maltézské rytíře skutečně přijat. Z uměleckého hlediska představuje Caravaggiovo maltské období vrchol jeho tvorby. Během pěti měsíců namaloval obrazy s náboženskou a světskou tematikou, lišící se od všeho, co vytvořil do té doby. Brzy nato se ale nepohodl s jedním řádovým spolubratrem, jejich hádka skončila šarvátkou a Caravaggio byl v říjnu 1608 opět uvězněn. Z vězení utekl, aniž by vyčkal soudního procesu. Posléze se mu podařilo z Malty odplout na Sicílii, kde se usadil nejprve v Syrakusách a pak v Messině. I zde maloval. Koncem roku 1609 odjel do Palerma a odtud pokračoval opět do Neapole. Doufal, že bude omilostněn a že se bude moci vrátit do Říma.

### Nemoc a smrt
V Neapoli namaloval své poslední obrazy. Za vůbec poslední je považovaný Umučení svaté Uršuly. Byl nemocný, trápily ho následky různých zranění a vleklá střevní infekce. V jednom hostinci poblíž Neapole se opět dostal do potyčky a byl raněn. Protože měl zprávy, že se ho papež díky vlivným přímluvcům chystá omilostnit, rozhodl se v létě 1610 odjet do Říma. Zprávu od papeže chtěl přijmout na území mimo jurisdikci Vatikánu, proto se plavil po moři do přístavu Porto Ercole na ostrově Monte Argentario, který byl okupován Španěly.
Příčina Caravaggiova úmrtí ani jeho přesné datum nejsou známy. Pravděpodobně 18. července 1610 bylo jeho mrtvé tělo nalezeno na pláži pod místní citadelou. Písemné prameny jsou natolik rozporuplné, že se nepodařilo objasnit, zda zemřel násilnou smrtí, otravou jedem nebo na neznámou horečku, jak napsaly soudobé římské noviny. Pohřben byl v kryptě místního kostela. Nedávné zkoumání za pomoci DNA potvrdilo, že předpokládané Caravaggiovy ostatky patří z 85 % skutečně tomuto malíři.

## Dílo

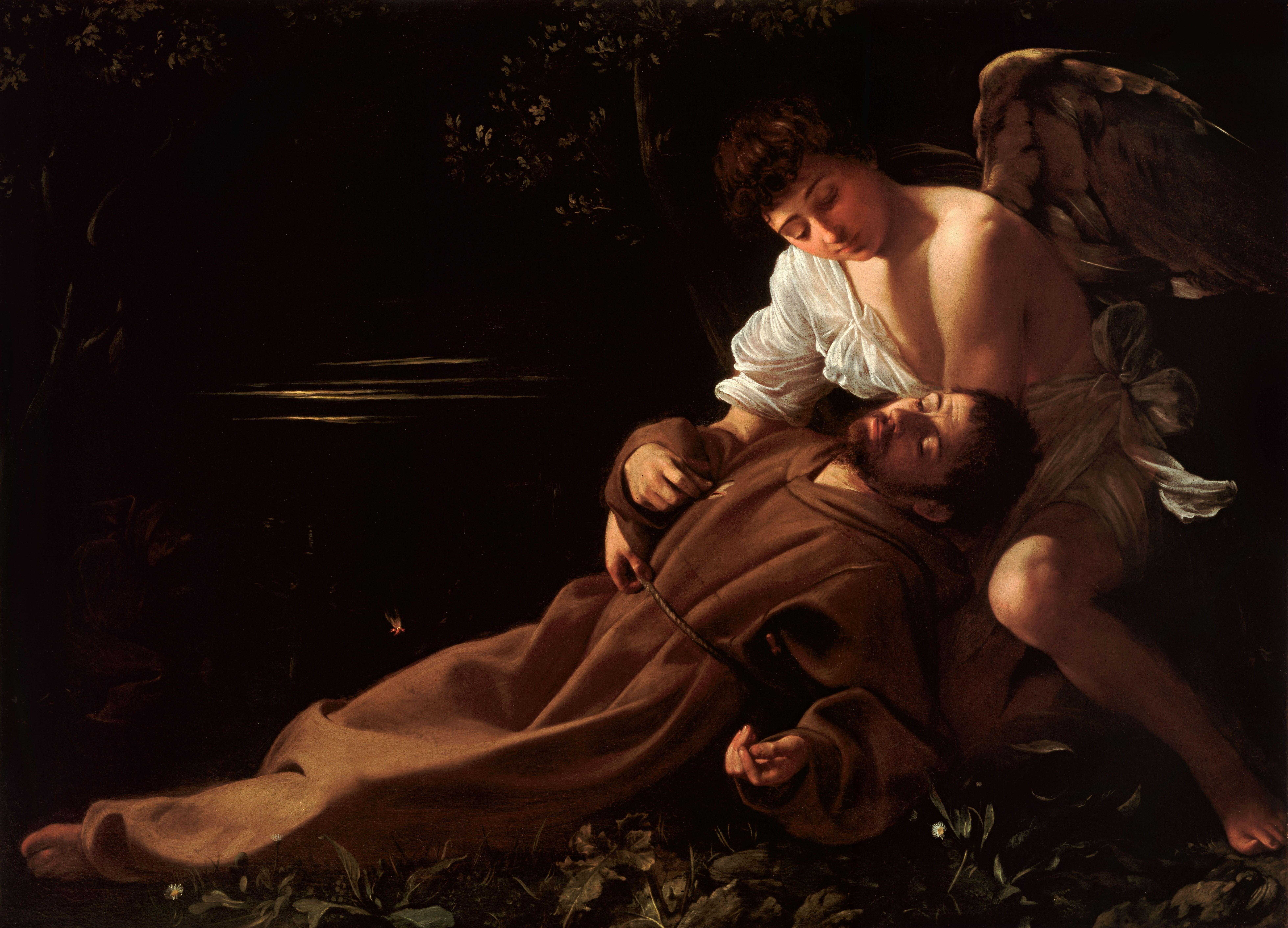
Extáze sv. Františka (kolem 1595)

Caravaggio byl vášnivý člověk a stejně tak plné emocí jsou jeho obrazy. Dějiště náboženských událostí vrátil z nebe na zemi. Nelze ho jednoznačně přiřadit mezi manýristické nebo barokní malíře, maloval oběma způsoby. Jeho obraz Extáze sv. Františka z poloviny 90. let považují někteří historikové umění za začátek barokního malířství. Proslavil se kompozicí a realismem svých děl. Toho dosáhl díky geniální práci se světlem, stíny (proslulé chiaroscuro) jeho dílům dodávaly zajímavou živost a napětí. Dalo by se říci, že tím předběhl svou dobu. Protože se jeho obrazy lišily od běžných děl té doby, byl Caravaggiův styl často považován za vulgární, zejména proto, že si za modely často volil různé lidi z ulice. Jeho obraz Smrt Panny Marie vyvolal (především ze strany katolické církve) menší skandál, protože jako model pro Pannu Marii mu seděla známá prostitutka.

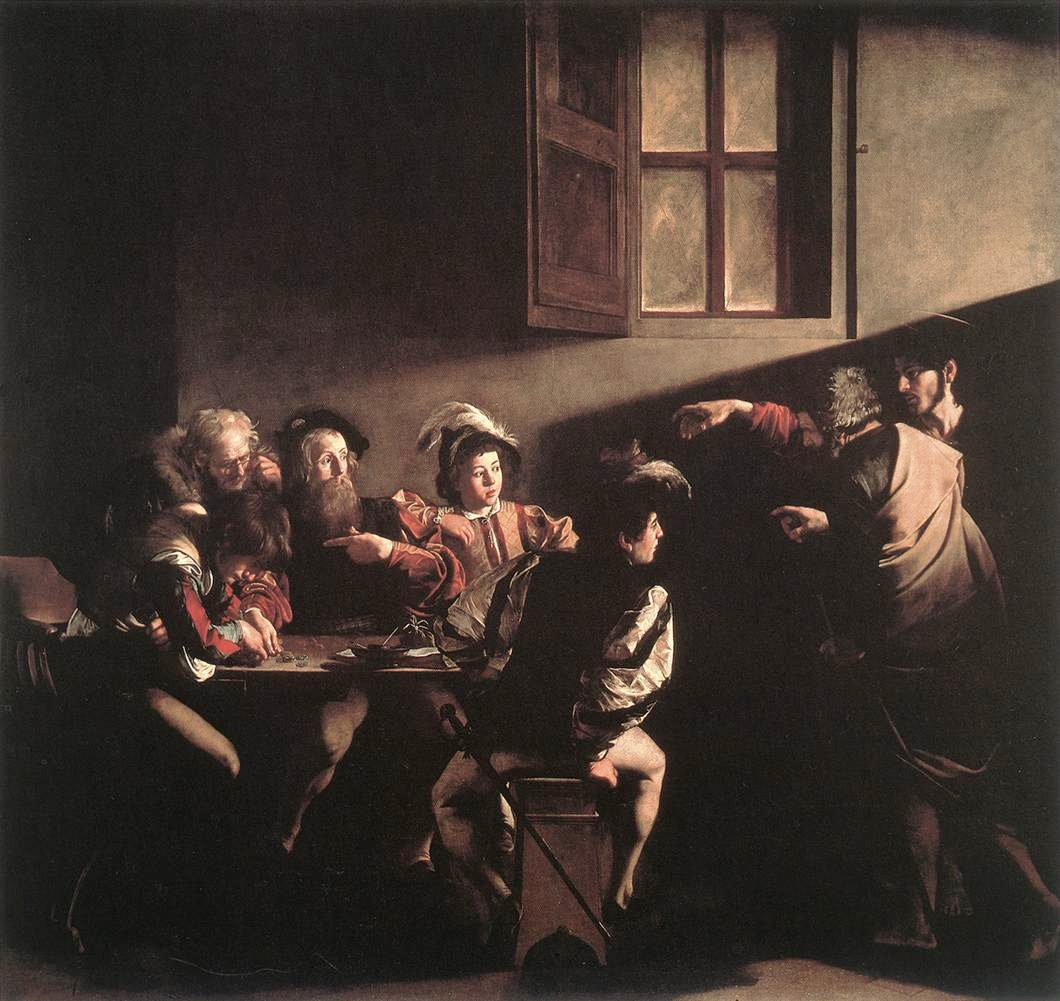
Povolání svatého Matouše (1599/1600)

Umučení sv. Matouše (1599/1600)

Caravaggiovy obrazy jsou nejsilnější v zobrazování emocí a výrazu jejich aktérů. Mistrně dokázal vystihnout psychologickou povahu zobrazovaného děje. Dokázal se soustředit i na relativně podružné detaily svých obrazů. Problém mu ale dělalo zachycení pohybu. Některé jeho postavy jsou podivně strnulé. Také volba pozadí obrazů pro něj nebyla jednoduchá: ve většině případů to je nediferencovaná tmavá plocha.

Po příchodu do Říma získal Caravaggio zaměstnání v dílně Giuseppe Cesariho. Na jeho obrazy, dnes většinou ztracené, maloval detaily jako ovoce a květiny. Zde se rodil začátek jeho realistického stylu. Tematicky v jeho samostatných raných pracích převažovala žánrová malba, vznikající většinou na objednávku mecenášů. Do tohoto okruhu patří např. obrazy Hudebníci (1591/1592) nebo Věštkyně (1596/1597). Caravaggiův zralý sloh se začíná projevovat kolem roku 1600, když začal pracovat na výzdobě kostela San Luigi dei Francesci v Římě. Namaloval zde tři obrazy znázorňující epizody ze života svatého Matouše. V Povolání svatého Matouše použil efektu „sklepního světla“, proudícího do obrazu z neidentifikovaného zdroje shora. Světlo osvětluje celou scénu, odehrávající se v kanceláři výberčích daně ze soli. Gesto Kristovy ruky je odvozené od pohybu Adamovy dlaně, jak ji namaloval Michelangelo v Sixtinské kapli. Scéna je zasazena do profánního prostředí, její aktéři jsou oblečeni do soudobých kostýmů. Tento styl Caravaggio rozvinul v další zakázce, kterou díky svým mecenášům v Římě získal, obrazech Obrácení sv. Pavla a Ukřižování svatého Petra pro kostel Santa Maria del Popolo.

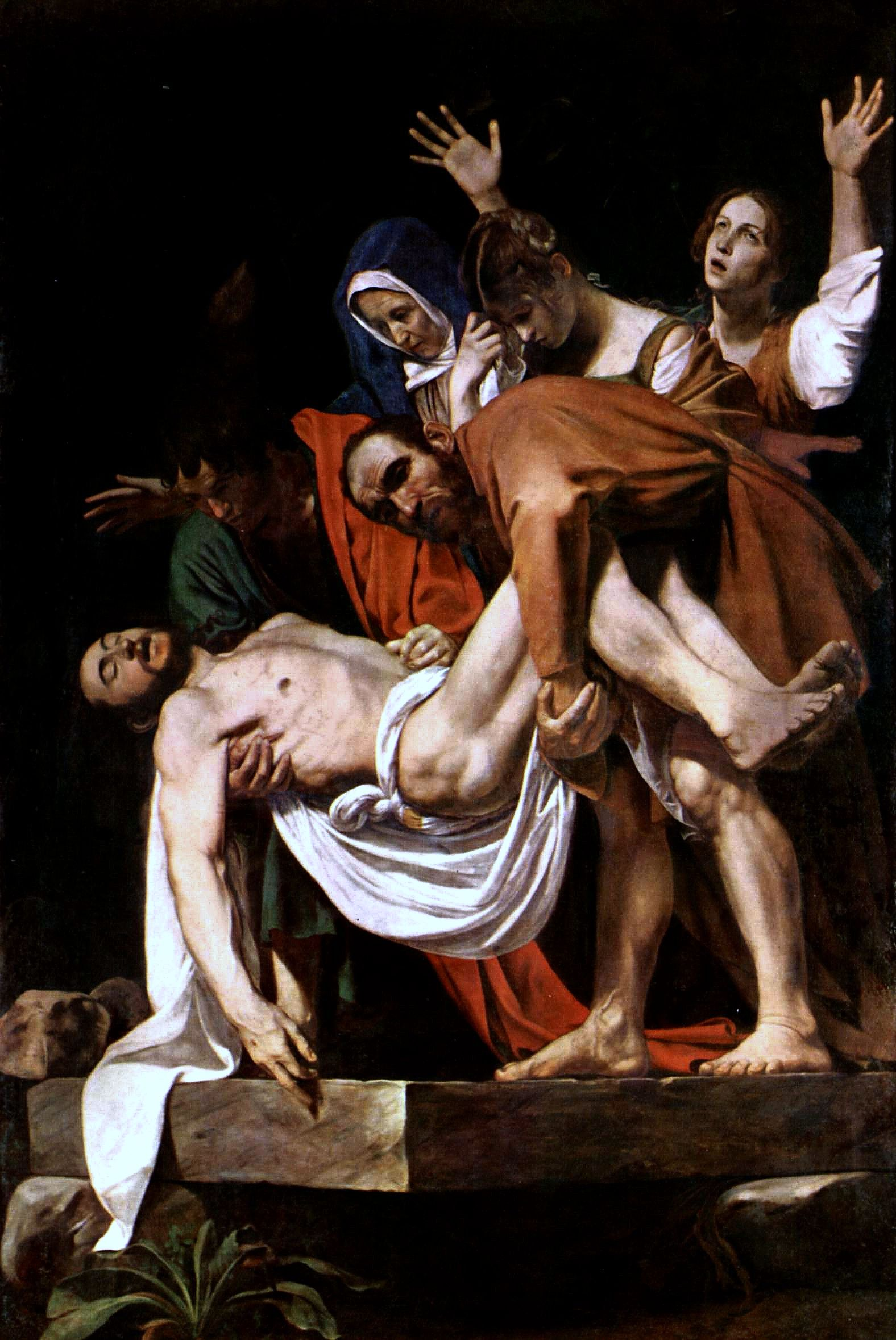
Kladení do hrobu (1602–1603)

Kladení do hrobu nebo také Příprava mrtvého těla Kristova na kameni k pomazání je jeden z monumentálních Caravaggiových obrazů. Je to olejomalba na plátně o výšce 300 cm a šířce 203 cm. Dílo pochází z kostela Chiesa Nuova v Římě, dnes Pinakotéka Vaticano. Skupina osob ukládajících Krista na kámen je přísně symetricky uspořádaná, kamenná deska úhlopříčně vyčnívá z hloubky obrazu. Ústředním motivem není samotné pomazání Krista a jeho pokládání do hrobu, ale žal Panny Marie, která oplakává mrtvého. Caravaggio se na tomto obraze vzdává klasického ideálu vznešeného, krásného a heroického obrazu člověka, jak byl zobrazován v umění renesance. Jeho postavy nevystupují jako sebevědomí hrdinové. Jsou skloněné, skrčené, ponížené. Na tomto díle můžeme obdivovat skvělé malířovo zachycení světla.
Za svého prvního neapolského pobytu vytvořil Caravaggio v roce 1607 obraz Bičování Krista, který se stal zásadním pro vývoj naturalistického neapolského malířství. Poslední svá velká díla, plná dramatismu a napětí, namaloval na Sicílii a v Neapoli. Vůbec poslední obraz, Umučení svaté Uršuly, dokončil krátce před odjezdem z Neapole.

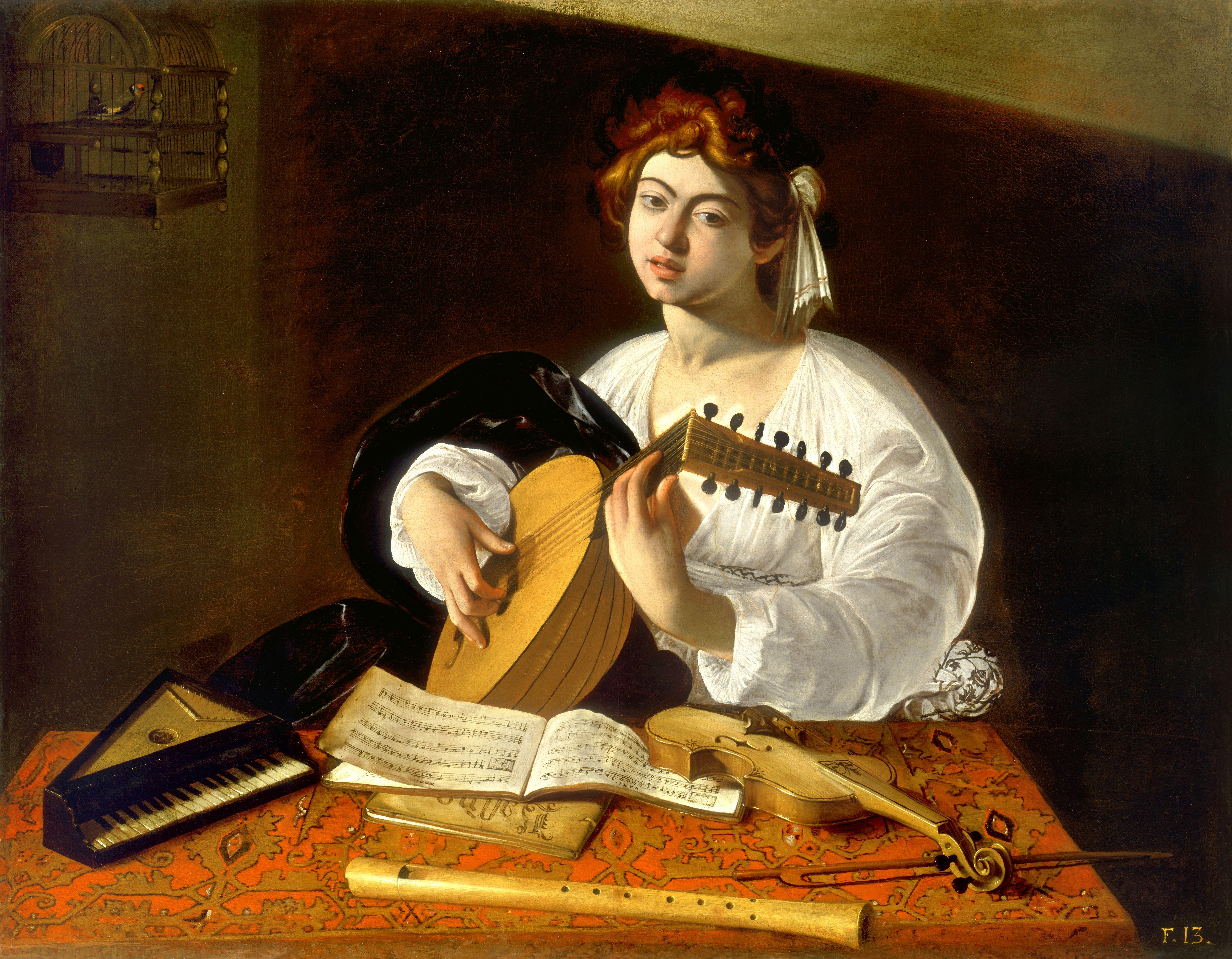
Loutnista (1596/1597)

Ačkoliv byly šerosvit a realistické zobrazování postav v severní Itálii známé už v 16. století, Caravaggio do těchto aspektů malby přinesl nové podněty a bezprostřednost. V Římě tím pomohl k přechodu od antiklasického manýrismu k ranému baroku. I když Caravaggio tvrdil, že jeho jedinou učitelkou byla příroda, evidentně nalezl poučení v pozdně renesanční italské malbě, zejména v Michelangelovi. Caravaggiův vliv na malířství 17. století byl značný. Ačkoliv odmítal mít žáky, naturalistický způsob malby založený na studiu jeho obrazů byl rozšířený nejen v Itálii.

### Výběr obrazů

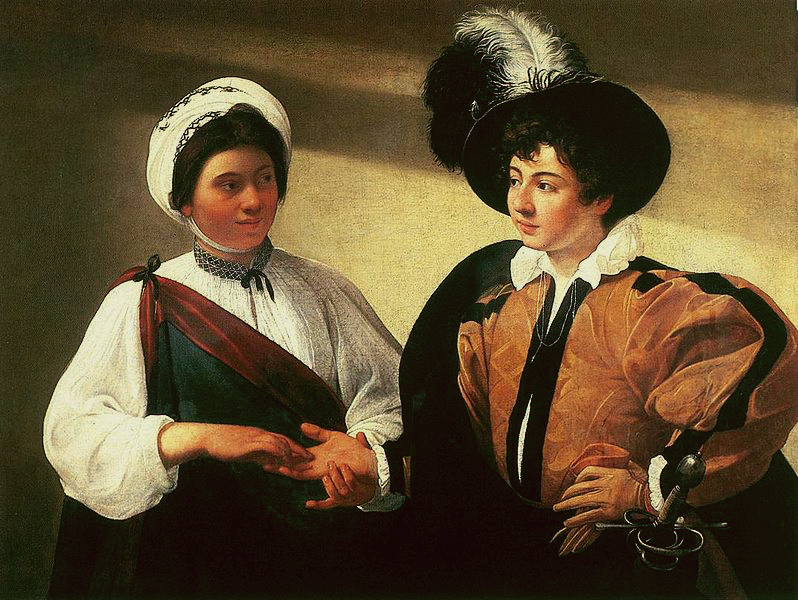
Věštkyně (1596/1597)

- Chlapec loupající meruňky, 1591, soukromá sbírka, Řím, 65 × 52 cm
- Hudebníci, 1591/1592, Metropolitní muzeum umění, New York, 92 × 118,5 cm
- Chlapec kousnutý zelenou ještěrkou, 1593, Národní galerie (Londýn), 65 × 52 cm
- Chlapec s košíkem ovoce, 1593/1594, Galerie Borghese, Řím 70 × 76 cm
- Mladý Bakchus, 1593/1594, Galleria degli Uffizi, Florencie, 95 × 85 cm
- Chlapec s růžemi ve váze, 1593/1594, Umělecké muzeum Highových, Atlanta, 67,3 × 51,8 cm
- Nemocný Bakchus, 1594, Galerie Borghese, Řím, 66 × 52 cm
- Věštba, 1594, Kapitolská muzea, Řím, 115 × 150 cm
- Hráč na loutnu, 1594, Ermitáž, Petrohrad, 94 × 119 cm
- Kajícná Magdalena, 1594/1596, Galleria Doria Pamphili, Řím, 106 × 97 cmObrácení Magdaleny (asi 1598)

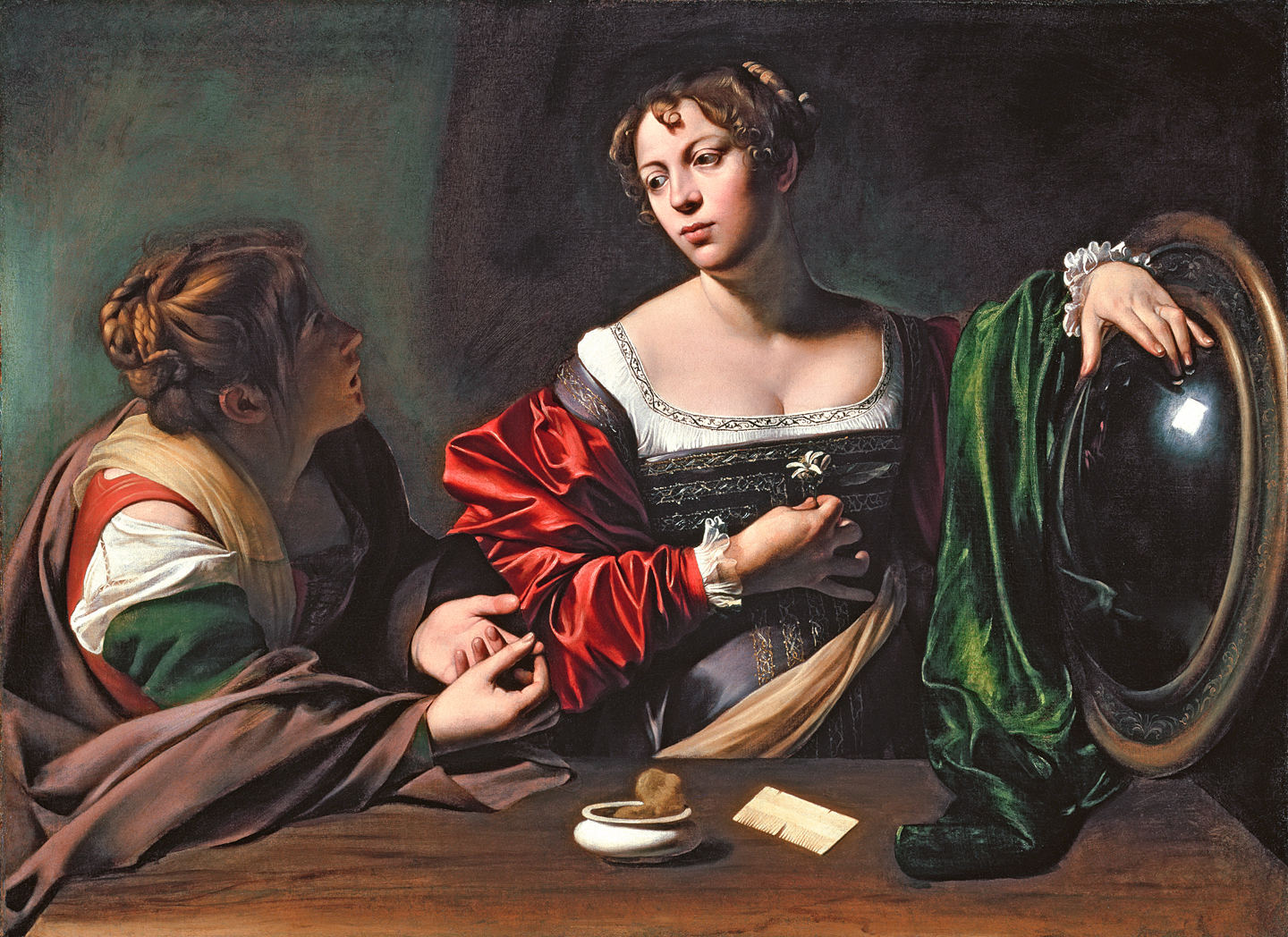
Obrácení Magdaleny (asi 1598)

- Odpočinek na cestě do Egypta, 1594/1596, Galleria Doria Pamphili, Řím, 130 × 160 cm
- Narcis, 1594/1596, Národní galerie starého umění, Řím, 110 × 92 cm
- Obětování Izáka, 1594/1596, Galleria degli Uffizi, Florencie, 104 × 135 cm
- Extáze svatého Františka, kolem 1595, Wadsworth Atheneum, Hartford (Connecticut), 92,5 × 127,8 cm
- Muzicírující chlapci, 1595/1596, Metropolitní muzeum umění, New York, 92 × 118,5 cm
- Judita a Holofernes, 1595/1596, Národní galerie starého umění, Řím, 144 × 195 cm
- Obětování Izáka, 1596, Collection Barbara Piasecka Johnson, Princeton (New Jersey) 116 × 173 cm
- Košík s ovocem, 1596, Pinacoteca Ambrosiana, Milán, 46 × 64 cm
- Falešní hráči, 1596, Kimbellovo muzeum umění, Fort Worth (Texas), 99 × 107 cm
- Věštkyně, 1596/1597, Louvre, Paříž, 99 × 131 cm
- Loutnista, 1596/1597, Metropolitní muzeum umění, New York, 100 × 126,5 cmHlava Medúzy (1598/1599)

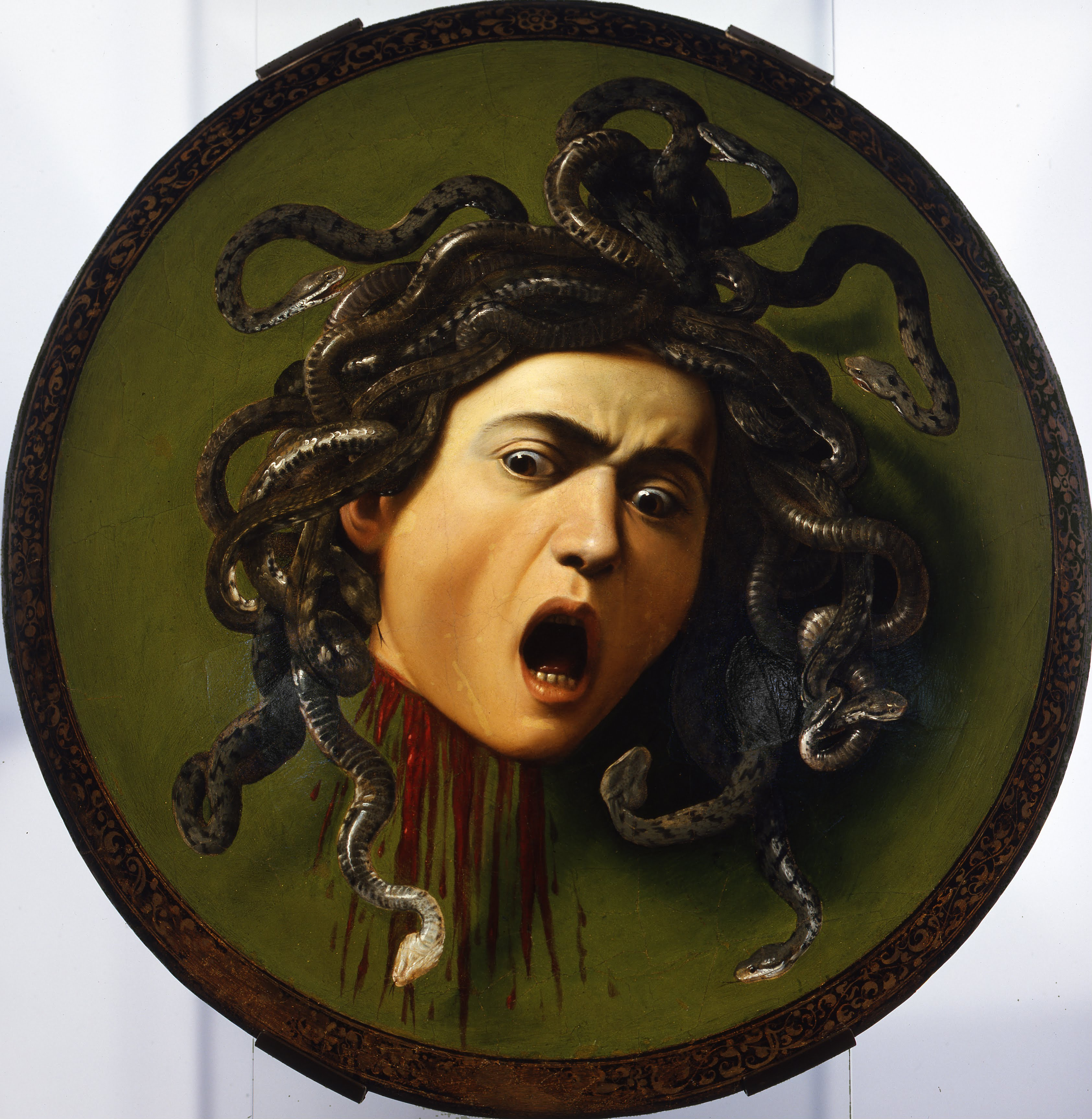
Hlava Medúzy (1598/1599)

- Medusa, 1596/1598, Galleria degli Uffizi, Florencie, 60 × 50 cm
- Jan Křtitel, 1597/1598, Kapitolská muzea, Řím, 132 × 97 cm
- Jan Křtitel, 1597/1598, Museo de la Catedral, Toledo, 169 × 112 cm
- Svatá Kateřina Alexandrijská, kolem 1598, Muzeum Thyssenů-Bornemiszů, Madrid, 173 × 133 cm
- Obrácení Magdaleny, kolem 1598, Detroitský institut umění, Detroit, 100 × 134,5 cm
- Zajetí Krista, 1598, Irská národní galerie, Dublin, 133 × 171 cm
- Portrét monsignora Maffea Berberiniho, soukromá sbírka, Florencie, 124 × 90 cm
- David a Goliáš, 1599, Museo del Prado, Madrid, 116 × 91 cm
- Povolání svatého Matouše, 1599/1600, kostel San Luigi dei Francesi, Řím, 322 × 340 cm
- Umučení svatého Matouše, 1599/1600, kostel San Luigi dei Francesi, Řím, 323 × 343 cm
- Ukřižování svatého Petra, 1600/1601, kostel Santa Maria del Popolo, Řím, 230 × 175 cm

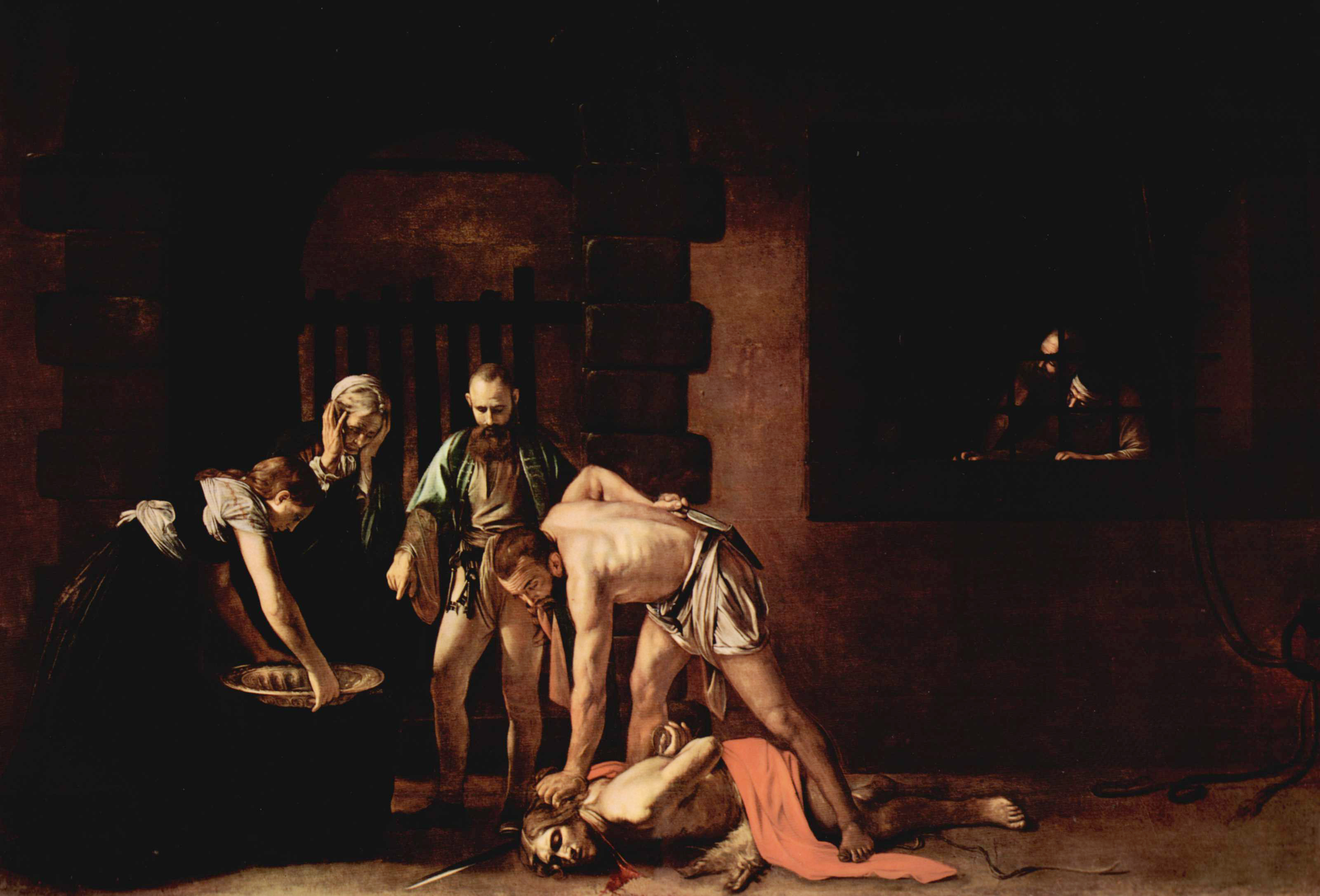
Stětí Jana Křtitele (1608)

- Obrácení svatého Pavla (první, nepřijatá verze), 1600/1601, sbírka knížete Giuda Odescalchiho, Řím, 237 × 198 cm
- Obrácení svatého Pavla, 1600/1601, kostel Santa Maria del Popolo, Řím, 230 × 175 cm
- Večeře v Emauzích, 1601, Národní galerie, Londýn, 141 × 196,2 cm
- Vítězný Amor, 1602, Gemäldegalerie Berlin, 156 × 113 cm
- Svatý Matouš a anděl, 1602, kostel San Luigi dei Francesi, Řím, 232 × 183 cm
- Kladení Krista do hrobu, 1602/1604, Pinacoteca Vaticana, Řím, 300 × 203 cm
- Svatý František, 1603, Kapucínský kostel, Řím, 128 × 94 cm
- Madona Loretánská, 1603/1604, kostel Sant´ Agostino, Řím, 260 × 150 cm
- Jan Křtitel, 1603/1604, Galleria Corsini, Florencie, 99 × 134 cm
- Nasazení trnové koruny, 1604/1605, Palazzo degli Alberti, Prato, 178 × 125 cm
- Loretánská Madona, 1604/1605, kostel Sant´Agostino, Řím, 260 × 150 cm
- Madona s hadem, 1605, Galerie Borghese, Řím, 292 × 221 cm
- Svatý Jeroným, 1605/1606, Galerie Borghese, Řím, 112 × 157 cm
- Smrt Panny Marie, 1605/1607, Louvre, Paříž, 369 × 245 cm
- Magdalena v extázi, 1606, Musée des Beaux-Arts, Marseille, 106,5 × 91 cm
- Sedm skutků milosrdenství, 1606, Pio Monte della Misericordia, Neapol, 390 × 260 cm
- Večeře v Emauzích, 1606, Pinacoteca di Brera, Milán, 141 × 175 cm
- Růžencová madona, 1606/1607, Uměleckohistorické muzeum, Vídeň, 364 × 249 cm
- Bičování Krista, 1607, Muzeum a národní galerie Capodimonte, Neapol, 286 × 213 cm
- Portrét Alofa de Wigancourt, kolem 1608, Louvre, Paříž, 195 × 134 cm
- Pohřbení svaté Lucie, 1608, kostel Santa Lucia alla Badia v Syrakusách, 408 × 300 cm
- Ecce homo, 1608, Galleria Municipale, Palazzo Rosso, Janov, 128 × 103 cm
- Spící Amor, 1608, Galleria Palatina, Palác Pitti, Florencie, 72 × 105 cm
- Stětí Jana Křtitele, 1608, katedrála sv. Jana, Valletta, 361 × 520 cm
- Trhač zubů, 1608/1610, Galleria Palatina, Palazzo Pitti, Florencie, 139,5 × 194,5 cm
- Mladý Jan Křtitel, 1609, Galerie Borghese, Řím, 159 × 124 cm
- Vzkříšení Lazara, 1609, Národní muzeum, Messina, 380 × 275 cm
- Narození Krista, 1609, San Lorenzo, Palermo, 268 × 197 cm
- Salome, kolem 1609/1610, Královský palác v Madridu, Madrid, 116 × 140 cm
- David s hlavou Goliáše, 1609/1610, Galerie Borghese, Řím, 125 × 100 cm
- Umučení svaté Uršuly, 1610, Banca Commerciale Italiana, Neapol, 154 × 178 cm
- Kladení do hrobu, 1602–1603, Pinacoteca Vaticana, 300 cm x 203 cm

### Ztracené obrazy

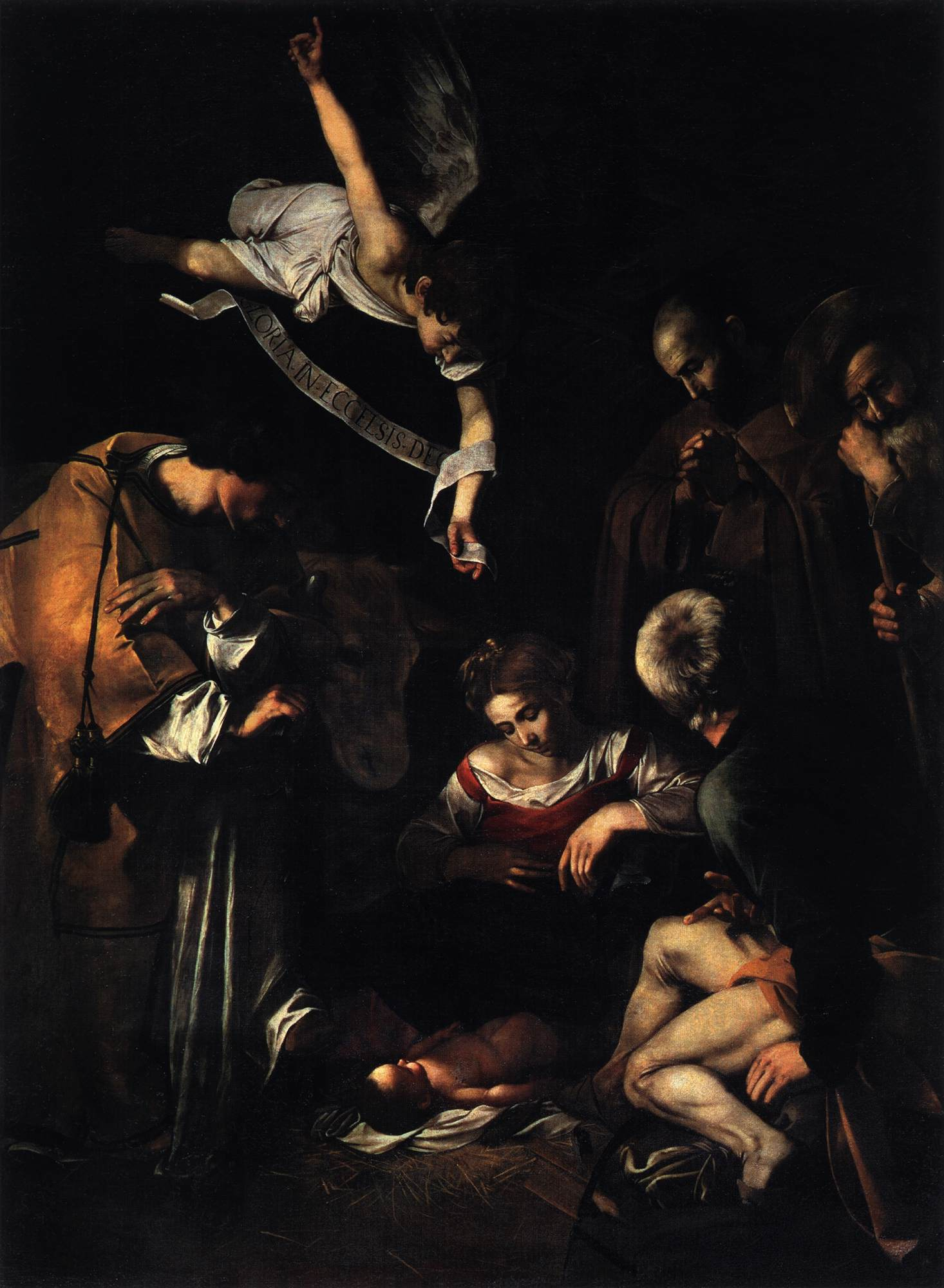
Narození Ježíše Krista

- Phyllis, kolem 1596/1597, 66 × 53 cm. Zničeno během druhé světové války, nacházelo se v Kaiser-Friedrich-Museum v Berlíně.
- Svatý Matouš a anděl (první verze), 1602, 223 × 183 cm. Zničeno během druhé světové války, nacházelo se v Kaiser-Friedrich-Museum v Berlíně.
- Narození Ježíše Krista. V říjnu 1969 vnikli dva zloději do kaple Svatého Vavřince v Palermu na Sicílii a vyjmuli malbu Narození Ježíše Krista z rámu. Obraz nebyl nikdy nalezen. V roce 2015 byl nahrazen kopií.[13]

## Caravaggio a Čechy
Pravděpodobně ne více než dva Caravaggiovy obrazy se v minulosti ocitly na území Čech. Jedno malířovo dílo uvádí inventář Kunstkomory Rudolfa II. Když Habsburkové po třicetileté válce budovali na Pražském hradě novou obrazárnu, byl do ní zařazen i jeden Caravaggiův obraz. Jednalo se o starší verzi díla David s hlavou Goliášovou z let 1606–1607, která je dnes ve sbírkách Uměleckohistorického muzea ve Vídni.
Českým malířem, na kterého měl Caravaggio největší vliv, byl Karel Škréta. Během svých pobytů v Římě ve 30. letech 17. století měl možnost některé jeho obrazy poznat z vlastní zkušenosti. Poučení z Caravaggiovy tvorby do sebe Škréta vstřebal, ale bezprostřední vliv na něj měli spíše Caravaggiovi následovníci jako Simon Vouet nebo Guercino. Ale i další Škrétovy současníky nebo alespoň část jejich díla lze zařadit do proudu nazývaného caravaggismus, pro který je charakteristické prudké střídání temnoty a světla. Jedním z nich je Jan Kašpar Hofstetter (1635–1691), činný na Malé Straně. V této souvislosti lze jmenovat i o generaci mladšího Rakušana Michaela Václava Halbaxe, působícího v letech 1685–1708 v Praze.

## Caravaggio ve filmu
Caravaggiovi bylo věnováno několik dokumentárních a hraných filmů. V roce 1967 byl v Itálii natočen třídílný televizní seriál s Gianem Maria Volontèm v hlavní roli. Angličan Derek Jarman obsadil roku 1986 do titulní role svého životopisného filmu o Caravaggiovi Nigela Terryho. Televizní film s názvem Caravaggio v roce 2007 natočil Ital Angelo Longoni. Hlavní roli hrál Alessio Boni. Roku 2022 vznikl v italsko-francouzské koprodukci výpravný film L'ombra di Caravaggio (Caravaggiův stín) s Riccardem Scamarciem v hlavní roli.

## Výstavy (výběr)
- Mostra del Caravaggio. Královský palác v Miláně (Palazzo Reale), Milán, duben – červen 1951 (kurátor: Roberto Longhi).
- Caravaggio in Preußen – Die Sammlung Giustiniani und die Berliner Gemäldegalerie. Staré muzeum Berlin, 15. června – 9. září 2001.
- Caravaggio. The Final Years. Národní galerie, Londýn, 23. února – 22. května 2005.
- Rembrandt und Caravaggio. Rijksmuseum und Van Gogh Museum, Amsterdam, 24. února – 18. června 2006.
- Caravaggio. Auf den Spuren eines Genies. Düsseldorf, 9. září 2006 – 7. ledna 2007, Museum Kunstpalast.
- Caravaggio in Holland. Musik und Genre bei Caravaggio und den Utrechter Caravaggisten. Frankfurt nad Mohanem, 1. dubna 2009 – 26. července 2009, Städelsches Kunstinstitut.
- Caravaggio. Řím, Scuderie del Quirinale, 20. února – 13. června 2010.
- Caravaggio e caravaggeschi a Firenze. Florencie, Galleria degli Uffizi a Palác Pitti, 22. května 2010 – 27. října 2010.
- Hommage an Caravaggio. Gemäldegalerie Berlin, 2011.
- Beyond Caravaggio. Národní galerie, Londýn 2016–2017.
- Inside Caravaggio, Královský palác v Miláně (Palazzo Reale), Milán 2017–2018.
- Caravaggio & Bernini, Uměleckohistorické muzeum, Vídeň, 15. října 2019 – 19. ledna 2020.[22]